# Célestine De Vos
Célestine De Vos (Brugge, 30 oktober 1979) is een Belgisch golfprofessional.

## Levensloop
De Vos begon op achtjarige leeftijd met golf. Als junior werd ze in de jaren negentig zowel in strokeplay als matchplay meerdere keren nationaal kampioene. In 1998 won ze samen met Nicolas Colsaerts de nationale titel in de mixed foursomes. Ook kreeg ze als amateur meerdere selecties in het Belgisch nationaal team voor zowel het Europees als het wereldkampioenschap. Zij werd op zeventienjarige leeftijd elfde op het wereldkampioenschap te Berlijn.
In 1999 werd De Vos professional en in 2001 kon zij zich na een sterke vijfde plaats tijdens de kwalificaties in Estoril (Portugal) plaatsen voor de toernooien van de Ladies European Tour (LET). Zij speelde gedurende vier jaar met wisselend succes de Europese tour.
In 2005 huwde ze met de Franse golfprofessional Jean Marc Lavergne. Ze kregen samen 2 kinderen. Na haar huwelijk stopte zij met wedstrijden op de tour en sindsdien heeft De Vos de leiding over de
Golfclub Oostburg.